# Alfred Mäde
Alfred Mäde (* 16. Juni 1910 in Borsdorf bei Leipzig; † 5. Oktober 1988 in Halle (Saale)) war ein deutscher Agrarwissenschaftler und Meteorologe an der Universität Halle-Wittenberg.

## Leben und Wirken
Mäde studierte an den Universitäten Leipzig und München Naturwissenschaften und promovierte 1934 in Leipzig mit einem klimatologischen Thema zum Dr. phil. Von 1935 bis 1941 hat sich Mäde im Kaiser-Wilhelm-Institut für Züchtungsforschung Müncheberg (Mark) an der dort angeschlossenen Wetterdienststation mit agrarmeteorologischen Fragen befasst, danach war er in der meteorologischen Beratung tätig. Nach 1945 baute er den Landeswetterdienst in Sachsen-Anhalt auf, wurde daneben bereits im April 1946 zum Direktor des an der Landwirtschaftlichen Fakultät der Universität Halle-Wittenberg neugegründeten ersten universitären Agrarmeteorologischen Instituts ernannt, 1947 habilitiert und danach als Professor berufen. Das Institut hat er bis zu seiner Emeritierung 1975 geleitet.

## Forschungsengagements
Mäde hat das Institut praktisch völlig neu aufgebaut, mit den erforderlichen Geräten ausgestattet und seine in den dreißiger Jahren begonnenen agrarmeteorologischen Forschungen zielstrebig weitergeführt. Von seinen über 80 Publikationen seien an eigenständigen Schriften genannt: Widerstandselektrische Temperaturmessungen in einer mikroklimatischen Basisstation, 1938; Die Agrarmeteorologie in der Pflanzenzüchtung, 1942; Über die Methodik der meteorologischen Geländevermessung, 1956; Methodische Voruntersuchungen für eine Agrarmeteorologie der DDR, 1957 und die Meteorologische Ertragsanalyse. Seit 1958 gab Mäde die „Zeitschrift für Angewandte Meteorologie“ heraus, in ihr sowie in botanischen und landw. Zeitschriften hat er zahlreiche Aufsätze publiziert. Von 1958 bis 1962 war Mäde Dekan der Landw. Fakultät und von 1963 bis 1965 Rektor der Universität Halle. Er war Mitglied der Gesellschaft für Meteorologie der DDR, vertrat die Fachabteilung Agrarmeteorologie, deren Vorsitz er jahrelang innehatte.

## Publikationen (Auswahl)
- Ein Beitrag zur Symmetrieerscheinung von Luftdruckgängen des Winters 1928/29. Diss. Philosoph. Fak. der Univ. Leipzig, 1934: In: Abhandlungen des Preußischen Meteorologischen Instituts, Berlin : J. Springer, Bd. 10, 1935, Nr. 6, 24 S.
- Widerstandselektrische Temperaturmessungen in einem Topinamburbestand. Wiss. Abhandlungen des Reichsamtes für Wetterdienst, Berlin : Springer, 1936, 23 S.
- Widerstandselektrische Temperaturbeobachtungen an einer mikroklimatischen Basisstation. Berlin : Springer, 1938, 42 S.
- Die Agrarmeteorologie in der Pflanzenzüchtung, 1942, 47 S.
- Über die Methodik der meteorologischen Geländevermessung, Leipzig; Hirzel, 1956, in DAL, Sitzungsberichte, Bd. 5, H. 5, 24 S.
- Methodische Voruntersuchungen für eine Agrarklimatologie der DDR, Berlin : Akademie-Verlag, 1958. 38 S.
- Beiträge zur angewandten Meteorologie : Festschrift zum 60. Geburtstag von A. Mäde, Berlin : Akad.-Verlag, 1970, 206 S.

## Ehrungen und Auszeichnungen
Mäde erhielt den Dr. h. c. der Universität Bratislava und 1960 den Vaterländischen Verdienstorden (VVO) in Bronze.